# Xylopia latipetala
Xylopia latipetala este o specie de plante angiosperme din genul Xylopia, familia Annonaceae, descrisă de Bernard Verdcourt. Conform Catalogue of Life specia Xylopia latipetala nu are subspecii cunoscute.